# Kuwait en los Juegos Paralímpicos de Río de Janeiro 2016
Kuwait estuvo representado en los Juegos Paralímpicos de Río de Janeiro 2016 por seis deportistas masculinos.

## Medallistas
El equipo paralímpico kuwaití obtuvo las siguientes medallas:
| Nombre           | Deporte   | Evento              |
| ---------------- | --------- | ------------------- |
| Oro              |           |                     |
| Ahmad Al-Mutairi | Atletismo | 100 m T33 masculino |
| Plata            |           |                     |
| —                |           |                     |
| Bronce           |           |                     |
| —                |           |                     |